# Grigorij Borisow
Grigorij Grigorjewicz Borisow (ros. Григо́рий Григо́рьевич Бори́сов, ur. 24 października 1924 w obwodzie archangielskim, zm. 9 marca 2019 w Odessie) – radziecki dowódca wojskowy, generał pułkownik.

## Życiorys
Od 1942 w Armii Czerwonej, 1943 ukończył szkołę piechoty, od czerwca 1943 dowódca kompanii strzeleckiej, od grudnia 1944 zastępca dowódcy batalionu strzeleckiego, od II 1945 dowódca batalionu. Walczył na Froncie Północno-Zachodnim i 2 Froncie Nadbałtyckim, po wojnie dowódca batalionu i szkolnej kompanii strzeleckiej w szkole wojskowej. 1946 ukończył kurs „Wystrieł”, 1955 Akademię Wojskową im. Frunzego w Moskwie, 1967 Akademię Sztabu Generalnego im. Woroszyłowa, a 1977 wyższe kursy akademickie przy Akademii Sztabu Generalnego. Od V 1951 wykładowca taktyki na kursach przygotowawczych dla oficerów, 1955-1958 oficer i starszy oficer oddziału sztabu okręgu wojskowego, od II 1958 szef oddziału sztabu dywizji zmechanizowanej, dowódca pułku zmechanizowanego, szef sztabu dywizji zmechanizowanej, od VII 1967 szef wydziału zarządu sztabu okręgu wojskowego. 1968-1970 dowódca dywizji, od VIII 1970 I zastępca szefa sztabu Odeskiego Okręgu Wojskowego, od grudnia 1976 szef sztabu okręgu wojskowego, od 1979 I zastępca Głównego Zarządu Sztabu Generalnego, od grudnia 1980 dowódca Centralnej Grupy Wojsk stacjonującej w Czechosłowacji. 1981 mianowany generałem pułkownikiem. Od 1984 I zastępca dowódcy wojsk kierunku, 1988-1989 przedstawiciel głównodowodzącego Sił Zbrojnych Państw Stron Układu Warszawskiego. Deputowany do Rady Najwyższej ZSRR 11 kadencji.

## Odznaczenia
- Order Bohdana Chmielnickiego (Ukraina)
- Order Rewolucji Październikowej
- Order Czerwonego Sztandaru
- Order Aleksandra Newskiego
- Order Wojny Ojczyźnianej I klasy
- Order Wojny Ojczyźnianej II klasy
- Order Czerwonej Gwiazdy (dwukrotnie)
- Order „Za służbę Ojczyźnie w Siłach Zbrojnych ZSRR” III klasy
- Medal Żukowa
- Medal „Za zasługi bojowe”
- Medal 100-lecia urodzin Lenina
- Medal „Za zwycięstwo nad Niemcami w Wielkiej Wojnie Ojczyźnianej 1941–1945”
- Medal jubileuszowy „Dwudziestolecia zwycięstwa w Wielkiej Wojnie Ojczyźnianej 1941–1945”
- Medal jubileuszowy „Trzydziestolecia zwycięstwa w Wielkiej Wojnie Ojczyźnianej 1941–1945”
- Medal jubileuszowy „Czterdziestolecia zwycięstwa w Wielkiej Wojnie Ojczyźnianej 1941–1945”
- Medal jubileuszowy „50-lecia zwycięstwa w Wielkiej Wojnie Ojczyźnianej 1941–1945”
- Medal jubileuszowy „60-lecia zwycięstwa w Wielkiej Wojnie Ojczyźnianej 1941–1945”
- Medal jubileuszowy „65-lecia zwycięstwa w Wielkiej Wojnie Ojczyźnianej 1941–1945”
- Medal „Weteran Sił Zbrojnych ZSRR”
- Medal „Za Umacnianie Braterstwa Broni”
- Medal jubileuszowy „30 lat Armii Radzieckiej i Floty”
- Medal jubileuszowy „40 lat Sił Zbrojnych ZSRR”
- Medal jubileuszowy „50 lat Sił Zbrojnych ZSRR”
- Medal jubileuszowy „60 lat Sił Zbrojnych ZSRR”
- Medal jubileuszowy „70 lat Sił Zbrojnych ZSRR”
- Medal „Za nienaganną służbę” I klasy
- Medal „Za nienaganną służbę” II klasy
- Odznaka „Wojny-Internacjonalisty"
- Order Czerwonego Sztandaru (Czechosłowacja)
- Medal Za umacnianie braterstwa broni (Czechosłowacja)
- Medal 30-lecia zwycięstwa nad japońskim militaryzmem